# Alexander-Jacques Chantron
Alexandre-Jacques Chantron (Nantes, 28 gennaio 1842 – Nantes, 3 gennaio 1918) è stato un pittore francese.
Fu prevalentemente un pittore di nudi, ma realizzò anche dei ritratti e delle nature morte.

## Biografia
Alexandre-Jacques Chantron nacque a Nantes da Alexandre Jean Etienne Chantron e Marie Olympe Alexandrine Sourisse. Terminate le scuole si trasferì a Parigi per iniziare la carriera di pittore. Divenne così allievo di François-Édouard Picot, Tony Robert-Fleury e di William-Adolphe Bouguereau. I suoi primi lavori furono per lo più dei ritratti, ma più tardi egli incominciò a dipingere dei nudi, seguendo l'esempio di Bouguereau, per i quali divenne famoso. Continuò a perfezionarsi sino a sperimentare la nuova tecnologia dell'immagine fotografica che andava sempre più affermandosi.
Esordì al Salone degli artisti francesi di Parigi nel 1877 con un quadro a soggetto religioso. Nel 1893 ricevette una menzione d'onore e nel 1895 espose la tela Fleurs de printemps, quindi, nel 1899, vinse una medaglia di terza classe e nel 1902 una di seconda classe per l'opera Feuilles Mortes, una composizione vicina al simbolismo.
Egli ebbe come studente il pittore Maurice Chabas, suo concittadino. Alexandre-Jacques Chantron morì nella sua città natale a 76 anni, il 3 gennaio del 1918.

## Opere nelle collezioni pubbliche

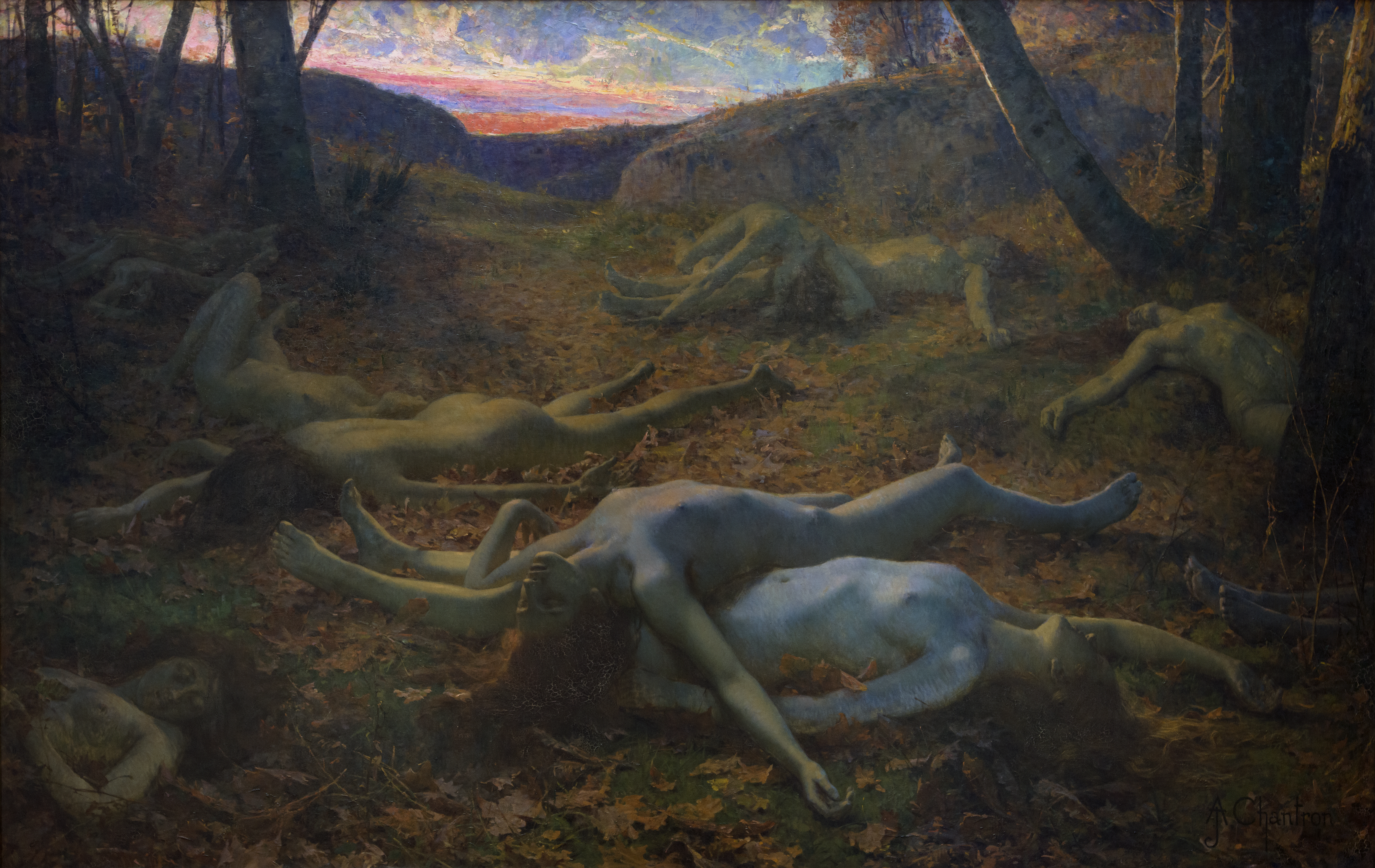
Le foglie morte, 1902

- Calais, museo di belle arti: Le Papillon.
- Laval, musée d'Art naïf et d'Arts singuliers: Madeleine.[7]
- Le Havre, museo d'arte moderna André Malraux: Le Repos du modèle, 1889.
- Le Mans, museo di Tessé: Baigneuses.[8]
- Nantes, musée des beaux-arts:
  - Chrysanthèmes
  - Poissons, 1871;
  - Le Repos, 1886;
  - Le foglie morte, 1902.
- Rennes, museo delle Belle Arti: Danae, 1891, 173 × 116,5 cm.
- Saint-Brieuc, museo di arte e di storia: Le Clown, anche detto Après la leçon, Salone del 1884.[9]

## Galleria d'immagini

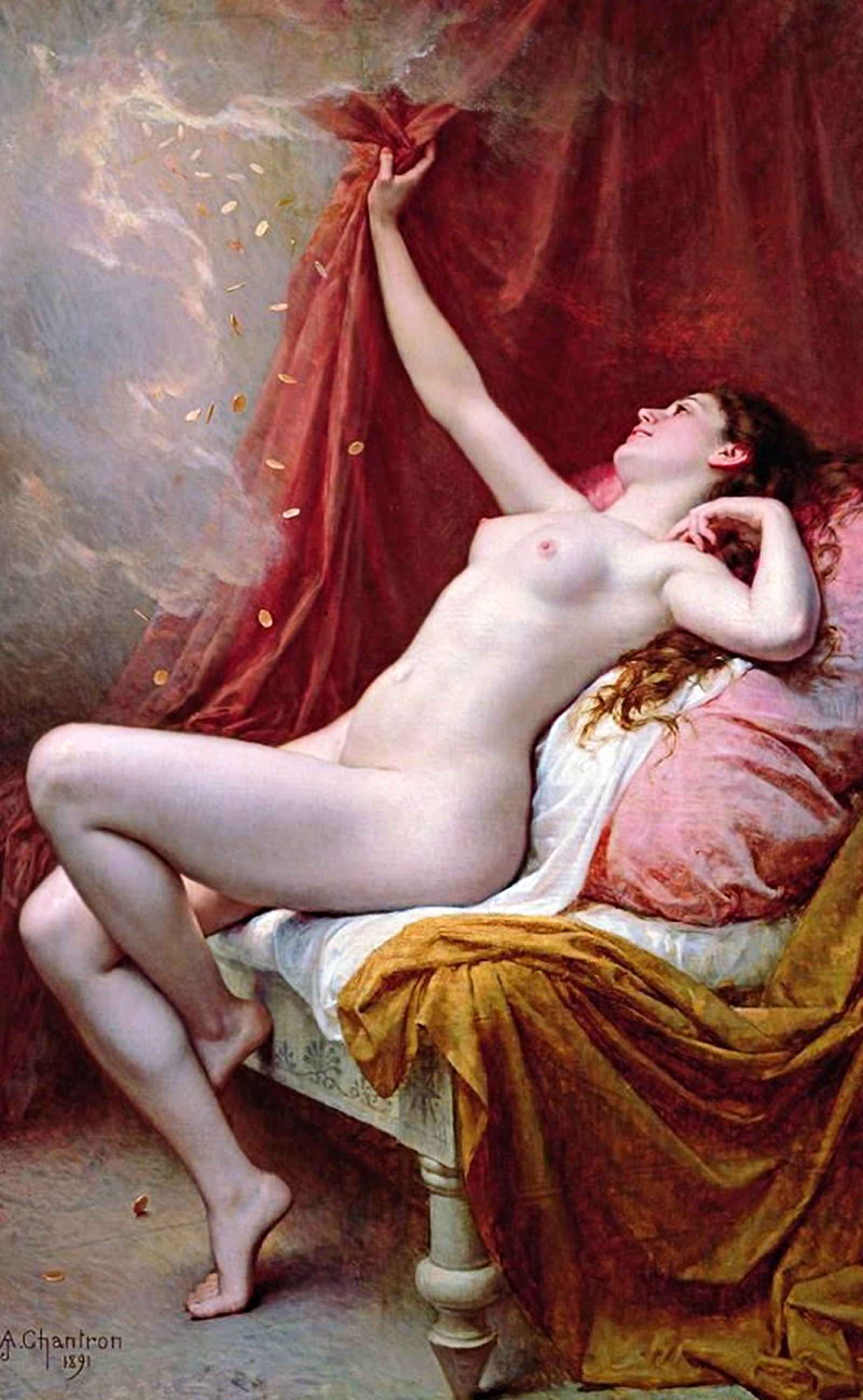
Danae, 1891
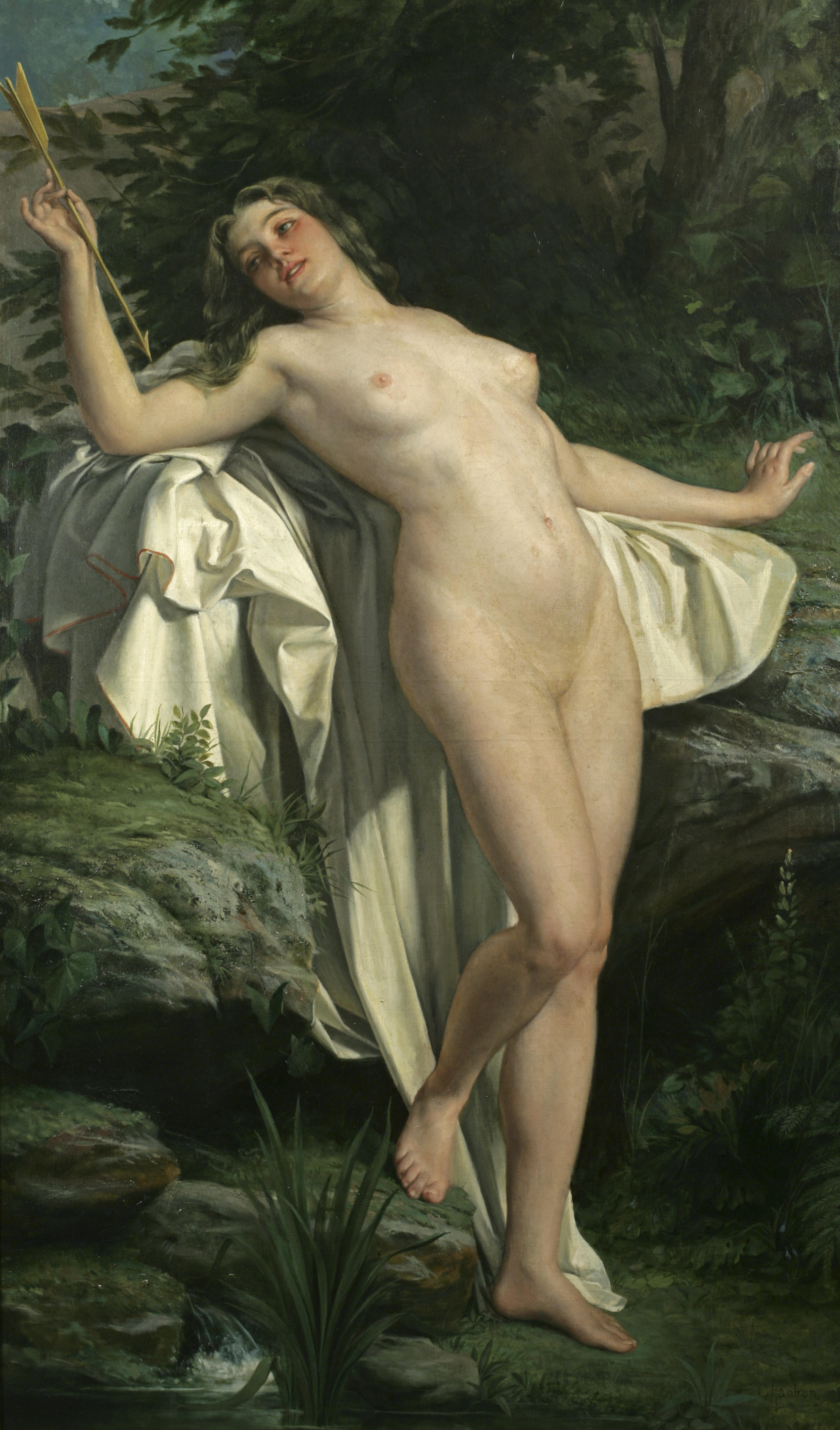
Diana al bagno.
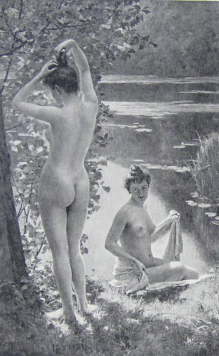
Piaceri dell'estate.
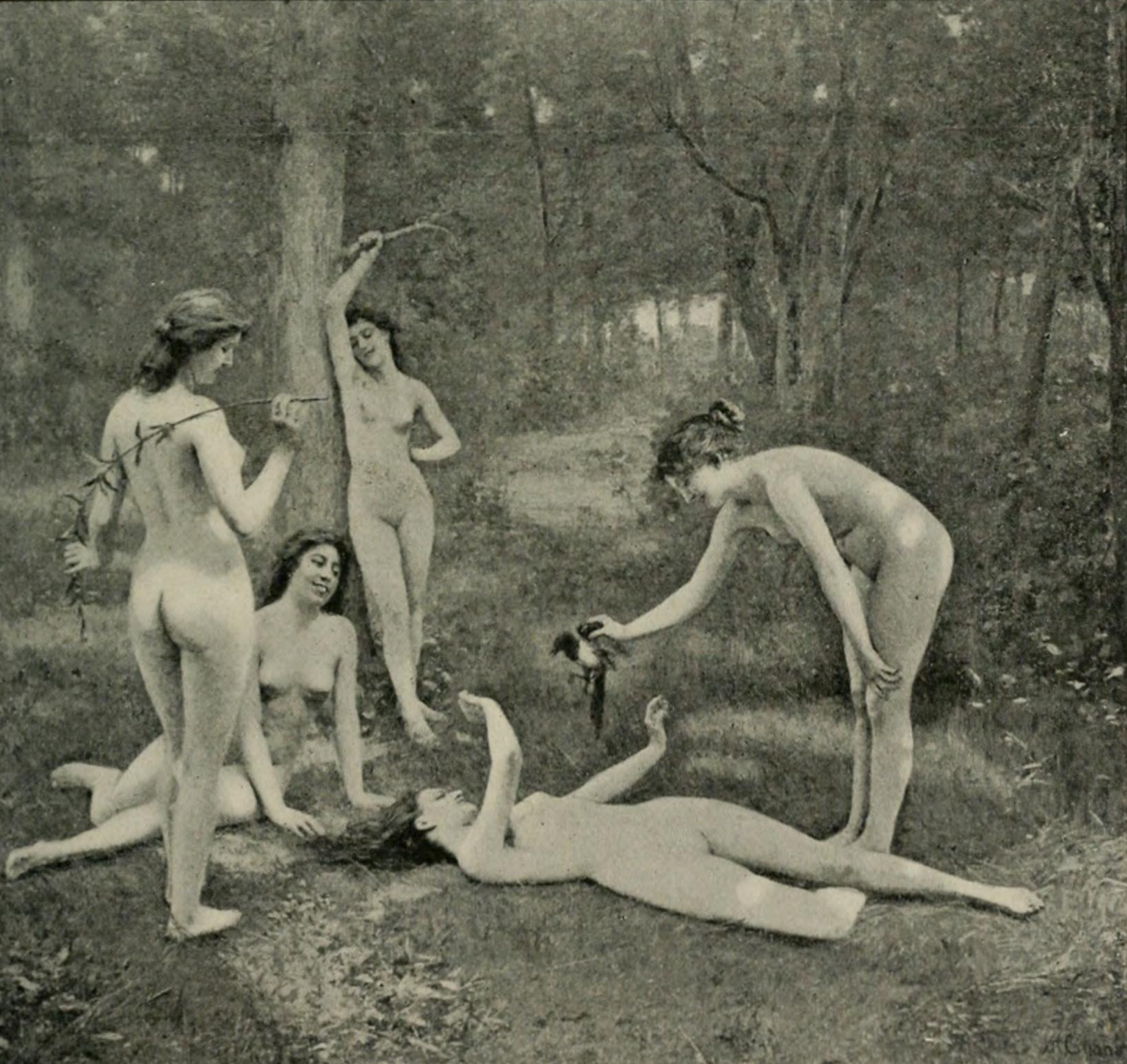
Le ninfe si divertono.
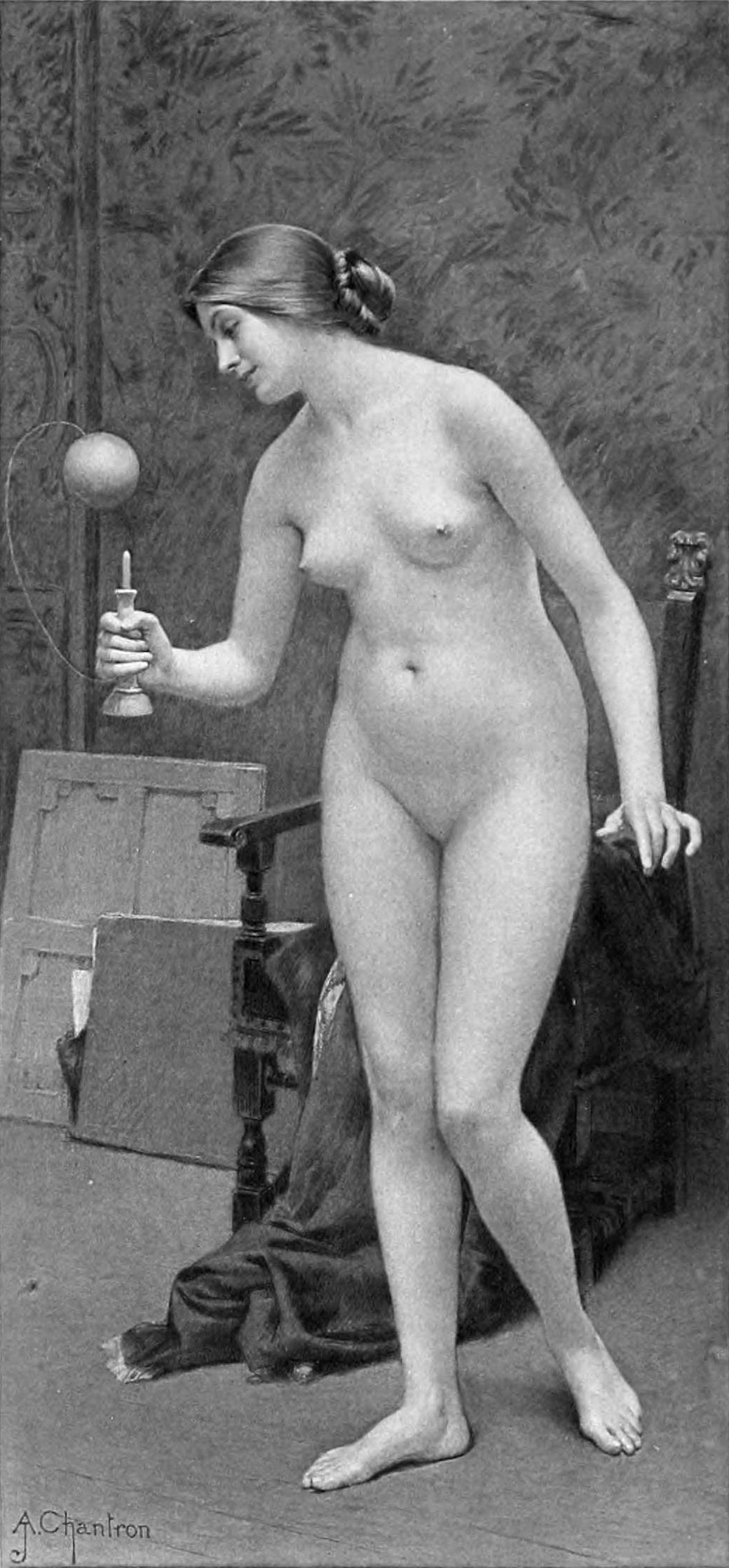
Donna con il bilboquet.
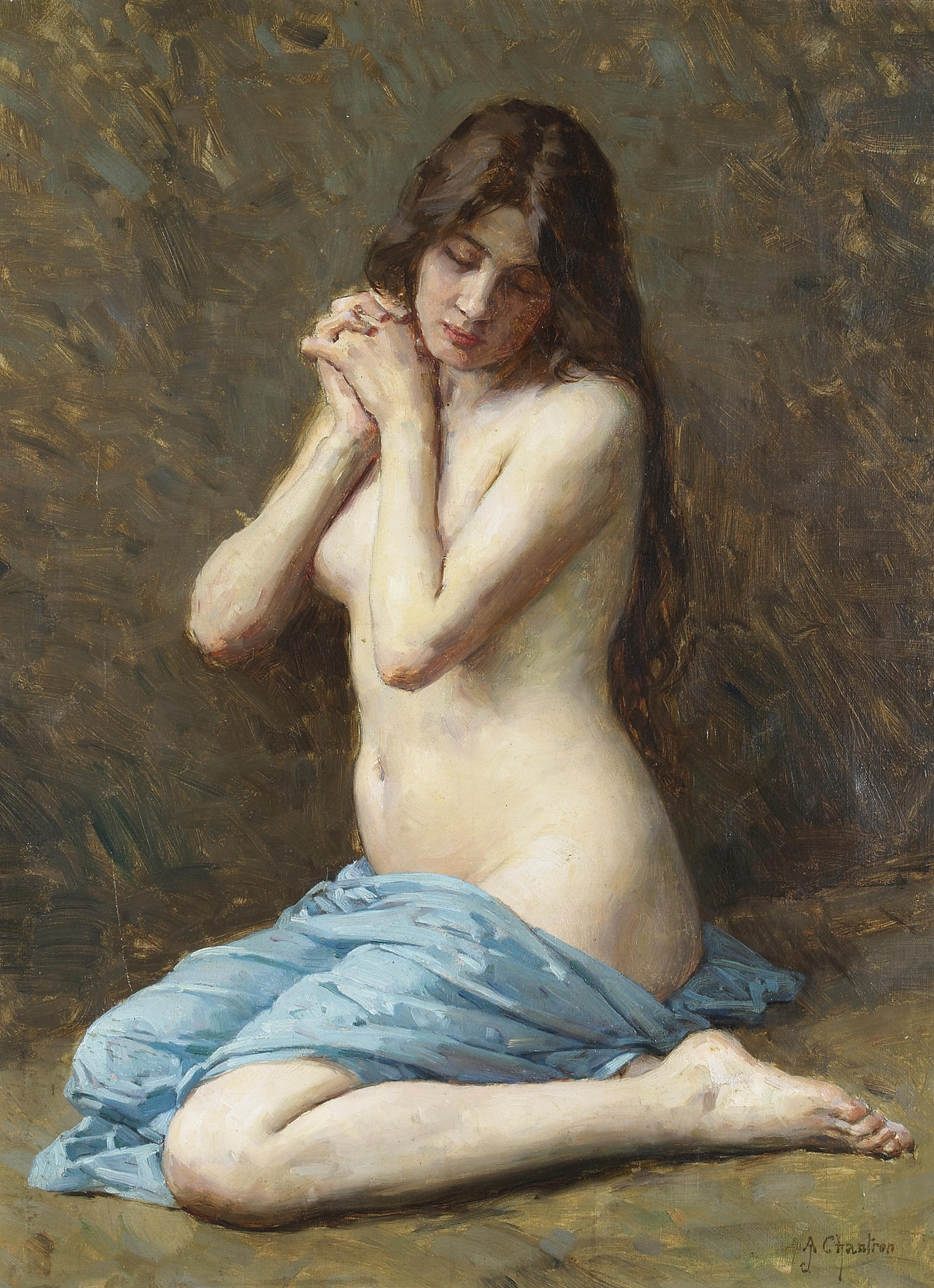
Nudo seduto con drappo blu.